# Здзеховский, Мариан
Мариан Здзехо́вский (пол. Marian Zdziechowski; Мариан Эдмундович Здзеховский; 30 апреля (12 мая) 1861, Новосёлки под местечком Раков, Минская губерния, Российская империя — 5 октября 1938, Вильна) — польский филолог, историк литературы, критик, публицист; является популяризатором русской интеллектуальной истории в Польше.

## Биография
Из старинного рода Здзеховских герба Равич, отец — Эдмунд Фортунатович (1836—1900), крупный землевладелец и общественный деятель, владел имением Раков. Мать — Хэлена Пульяновска. Брат — Казимеж Здзеховский, писатель и публицист.
Окончил русскую гимназию в Минске (1879). Учился на Историко-филологическом отделении Петербургского университета, затем в Дерптском (Юрьевском) университете (1879—1883). Совершенствовался в Загребе и Женеве. С 1888 года жил в Кракове. Преподавал в краковском Ягеллонском университете (доктор 1889; доктор габилитированный 1894); доцент (1889), профессор экстраординарный (1899), профессор ординарный (1908). Член-корреспондент (1903), позднее действительный член Академии наук в Кракове. Один из основателей Славянского клуба в Кракове (1901) и его печатного органа «Świat słowiański» (1901—1914).
Годы Первой мировой войны провёл в России (Раков, Судерве, Москва, Петроград). Февральская революция застала его в Финляндии.
С 1919 года заведующий кафедрой всемирной литературы виленского Университета Стефана Батория; в 1920 году переименована в кафедру сравнительных литератур. В 1920—1931 годах читал лекции по русской литературе, духовным основам современной европейской культуры. В 1921—1922 годах декан гуманитарного отделения; в 1925—1927 годах был ректором Университета Стефана Батория. Сотрудничал с Училищем политических наук при Обществе изучения Восточной Европы.

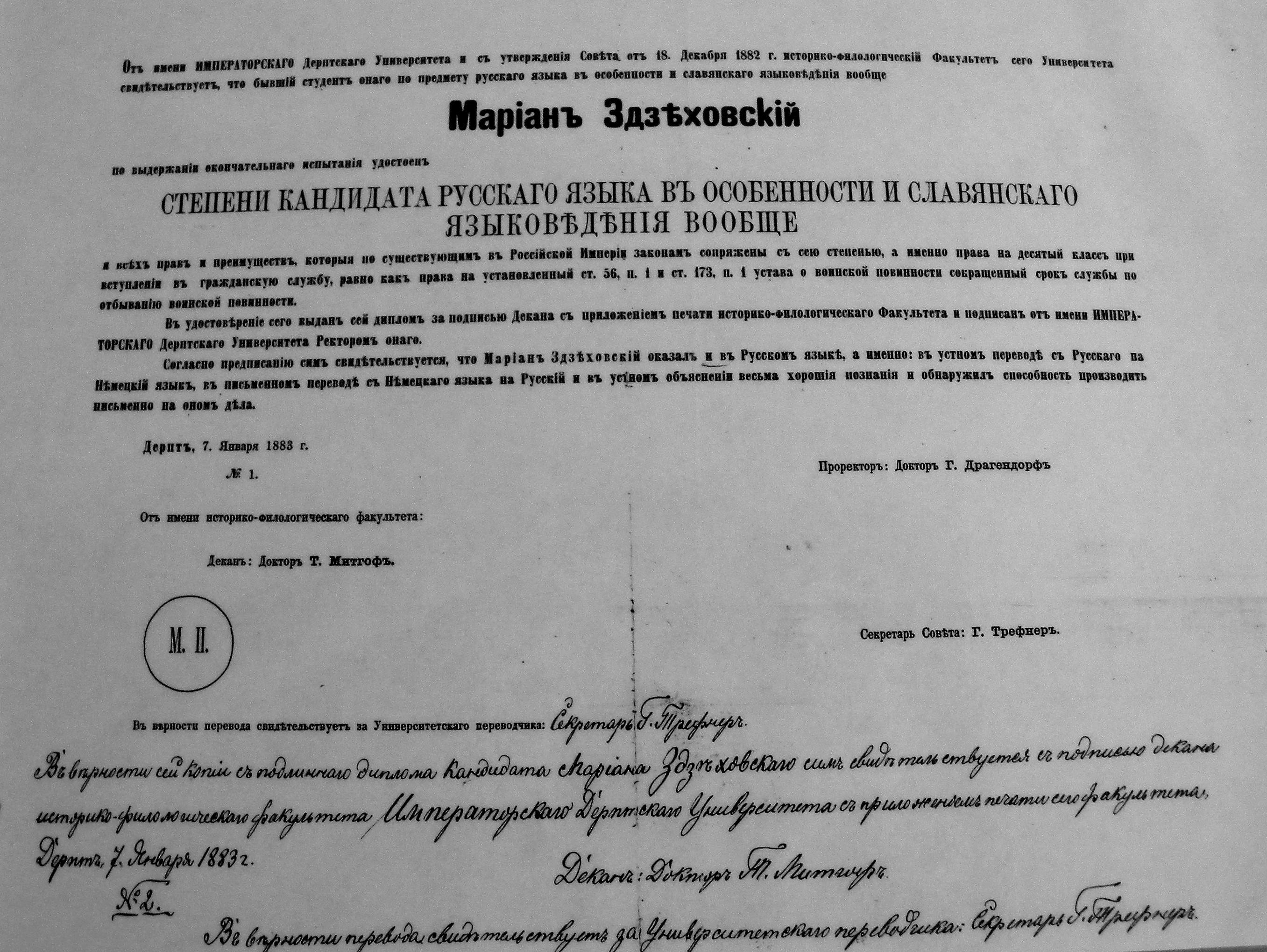
Диплом кандидата русского языка в особенности и славянского языкознания вообще

Был председателем Профессионального союза польских литераторов в Вильне, председателем Общества друзей науки в Вильне (1928), попечителем Союза русских студентов УСБ. Член Венгерской Академии наук (1928), действительный член Варшавского учёного общества (1929).
В связи с 50-летием научно-литературной деятельности в 1933 году удостоен званий доктора honoris causa Университета Стефана Батория и Тартуского университета. В 1938 году в связи с 55-летием научной и литературной деятельности Здзеховскому было присвоено звание почётного профессора УСБ. Звание присваивал президент Польской Республики по представлению министра вероисповеданий и просвещения; если звание доктора honoris causa означало моральную связь между его носителем и учебным заведением, то звание почётного профессора позволяло читать лекции в университете.
Переписывался с Л. Н. Толстым и его окружением, посетил Ясную Поляну, общался с писателем. Был знаком и переписывался с русскими общественными и политическими деятелями, публицистами, писателями, учёными Н. С. Арсеньевым, Н. А. Бердяевым, С. Н. Булгаковым, Д. С. Мережковским, Л. Ф. Пантелеевым, А. Л. Погодиным, П. Б. Струве, с братьями Сергеем, Евгением и Григорием Трубецкими, Д. В. Философовым, Б. Н. Чичериным, С. Ф. Шараповым и др.
По инициативе Здзеховского в 1932 году был образован комитет по сооружению памятника на могиле умершего в 1929 году выдающегося виленского публициста Чеслава Янковского на кладбище Расу. Спустя год был установлен памятник по проекту Болеслава Балзукевича и Фердинанда Рущица в виде обелиска с урной наверху, барельефным портретом Янковского и надписью на латинском языке Qui nunquam queivit quiescit («Покоится, кто никогда не пребывал в покое»).

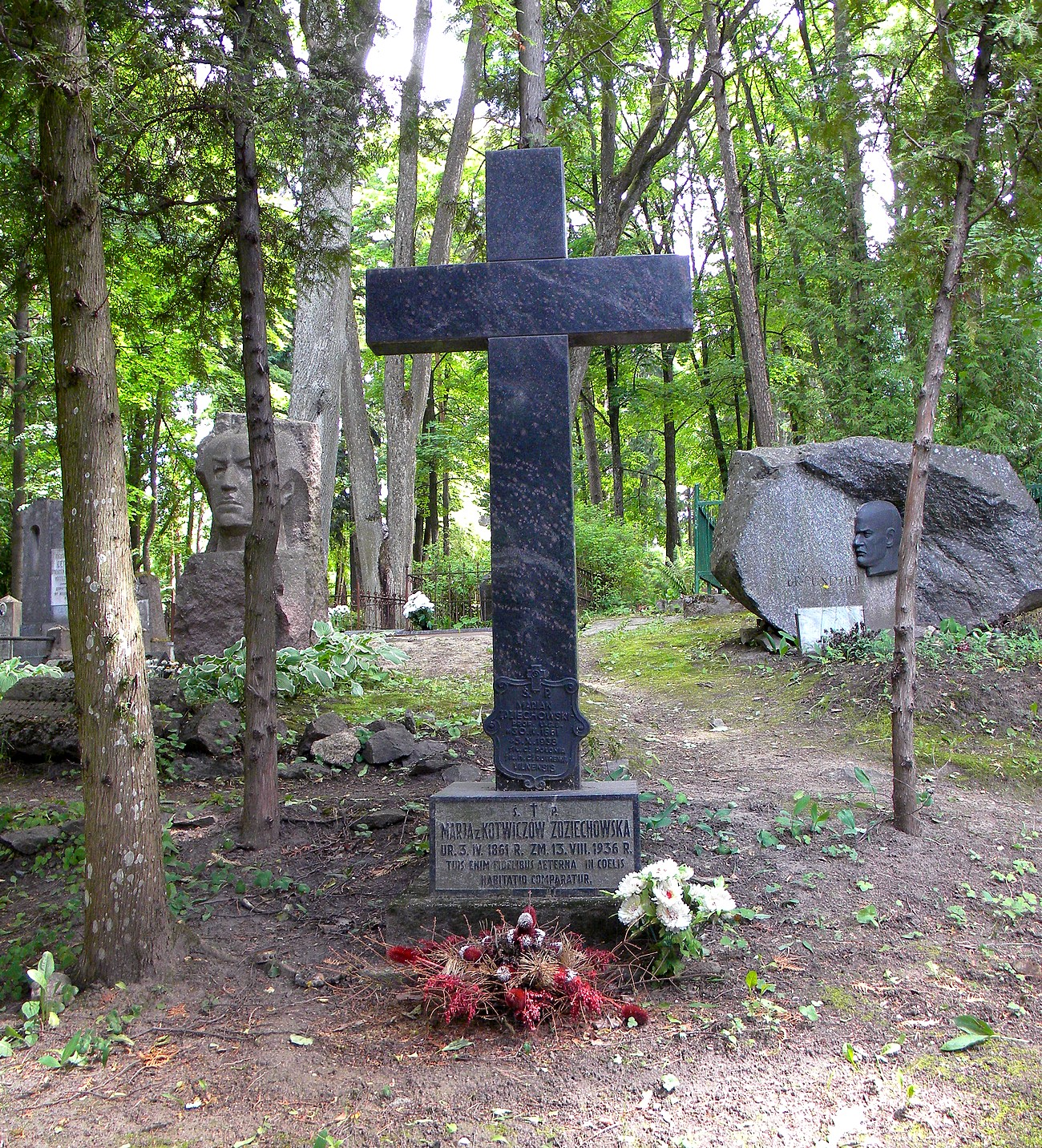
Могила Мариана Здзеховского

Похоронен на Антокольском кладбище.

## Научная и публицистическая деятельность
Автор изданных на русском языке под псевдонимом М. Урсин книг «Очерки из психологии славянского племени» (Санкт-Петербург, 1887) и «Религиозно-политические идеалы польского общества» (Лейпциг, 1896). Основные труды на польском языке по литературной славистике и компаративистике «Мессианисты и славянофилы» (1888), «Байрон и его эпоха» (1894, 1897) и многих других. Особенное внимание уделял русской религиозной мысли и сопоставлению русского и польского мессианизма.
Определяющей чертой русской души считал максимализм, размах которого мог очаровать поляков. Вместе с тем максимализм ведёт к антиномичности стиля жизни и склонности к крайностям: анархия и культ деспотического государства, мечта о братстве всех людей и неуважение к другим национальностям. Максимализм, сводя каждый вопрос к дилемме либо всё, либо ничего. Так как достижение абсолюта невозможно, максимум перерастает в отрицание действительности, в слепое и жесткое в своей решительности разрушение во всех сферах морали, социальной и государственной жизни. Максимализм порождает характерные для России, по мнению Здзеховского, противоречия, например, стремление к святости и безудержное наслаждение грехом, истовая вера и безбожие. Крайнее выражение русского максимализма с его религиозностью и жаждой разрушения Здзеховский видел в большевизме. Отдавая должное глубине русской религиозной мысли и литературы, он полагал опасным и разрушительным русское влияние на польскую душу.
Участвовал в русской печати (журнал «Северный вестник», газеты «Новости», «Рассвет»; «Московский Еженедельник» и др.), выступая главным образом по вопросам польско-русских и польско-австрийских отношений, умонастроений польского общества, новым веяниям в католическом богословии.
В виленский период, за исключением немногих собственно литературоведческих работ (например, о литовско-белорусском начале в польскоязычном творчестве Владислава Сырокомли) сосредоточился на судьбах европейской христианской культуры, после катастрофы России, как воспринималась им революция, вставшей на краю гибели. Скептически оценивал перспективы европейской культуры и моральное состояние польского общества, упадок которого усматривал в повсеместном распространении мещанской пошлости и легкомысленном отношении к большевизму, недооценке его угрозы самому существованию цивилизации.

## Сочинения
- Очерки из психологии славянского племени. Славянофилы. Санкт-Петербург, 1887.
- Mesjaniści i słowianofile. Szkice z psychologii narodów słowiańskich. Kraków: G. Gebethner i Spółka, 1888.
- Byron i jego wiek. Studia porównawczo-literackie. T. I: Europa Zachodnia. Kraków: Czas, 1894.
- Религиозно-политические идеалы польского общества. Очерк. С предисловием графа Л. Н. Толстого. Лейпциг: Э. Л. Каспрович, 1896.
- Byron i jego wiek. Studia porównawczo-literackie. T. II: Czechy, Rosja, Polska. Kraków: Czas, 1897.
- Pestis perniciosissima. Rzecz o współczesnych kierunkach myśli katolickiej. Warszawa: E. Wende i spółka, 1905.
- Die Grundprobleme Russlands. Literarisch-politische Skizzen. Aus dem Polnischen übersetzt von Adolf Stylo, Wien — Leipzig, 1907.
- U opoki mesjanizmu. Nowe szkice z psychologii narodów słowiańskich. Lwów: Gubrynowicz i syn, 1888.
- Pesymizm, romantyzm a podstawy chrześcijaństwa. Kraków: Czas, 1914.
- Wpływy rosyjskie na duszę polską. Kraków: Krakowska Spółka Wydawnicza, 1920.
- Europa, Rosja, Azja. Szkice polityczno-literackie. Wilno: Księgarnia Stowarzyszenia nauczycielstwa polskiego w Wilnie, 1923
- Władysław Syrokomla. Pierwiastek litewsko-białoruski w twórczości polskiej. Wilno: Lux, Księgarnia Stowarzyszenia nauczycielstwa polskiego w Wilnie, 1924.
- Renesans a rewolucja. Wilno: Księgarnia Stowarzyszenia nauczycielstwa polskiego w Wilnie, 1925 (Biblioteka Księgarni Stow. nauczycielstwa polskiego IX).
- Walka o dusze młodzieży. Z czasów rektorskich. Wilno: Lux, 1927.
- Od Petersburga do Leningradu. Wilno: Drukarnia Jana Bajewskiego, 1934.
- W obliczu końca. Wilno: Grafika, 1937.
- Widmo przyszłości, 1939.

### Переиздания
- Wybór pism. Kraków: Znak, 1993.